# Cineplexx Blue Devils 2023
Questa voce raccoglie le informazioni riguardanti i Cineplexx Blue Devils nelle competizioni ufficiali della stagione 2023.

## AFL - Division I 2023

### Stagione regolare
| Hohenems 16 aprile 2023, ore 14:00 Recupero 1ª giornata | Cineplexx Blue Devils | 16 – 24 (13-3 0-19 0-0 3-0) referto | Amstetten Thunder | Stadion Herrenried |

| Klagenfurt am Wörthersee 23 aprile 2023, ore 15:00 3ª giornata | Carinthian Lions | 14 – 28 (0-14 7-0 7-7 0-7) referto | Cineplexx Blue Devils | Sportplatz Annabichl (320 spett.) |

| Hohenems 30 aprile 2023, ore 14:00 4ª giornata | Cineplexx Blue Devils | 21 – 17 (0-3 7-7 7-0 7-7) referto | Schwaz Hammers | Stadion Herrenried |

| Oberaich 6 maggio 2023, ore 15:00 5ª giornata | Upper Styrian Rhinos | 0 – 42 (0-14 0-14 0-7 0-7) referto | Cineplexx Blue Devils | SV Oberaich |

| Amstetten 20 maggio 2023, ore 16:00 6ª giornata | Amstetten Thunder | 24 – 20 (7-0 3-7 7-7 7-6) referto | Cineplexx Blue Devils | Umdasch Stadion |

| Hohenems 4 giugno 2023, ore 14:00 8ª giornata | Cineplexx Blue Devils | 56 – 49 (14-0 21-14 0-21 21-14) referto | Carinthian Lions | Stadion Herrenried |

| Schwaz 18 giugno 2023, ore 16:00 9ª giornata | Schwaz Hammers | 12 – 29 (0-7 0-0 6-8 6-14) referto | Cineplexx Blue Devils | Silberstadt Arena |

| Hohenems 25 giugno 2023, ore 14:00 10ª giornata | Cineplexx Blue Devils | 35 – 0 (a tavolino) referto | Upper Styrian Rhinos | Stadion Herrenried |

### Playoff
| Ottakring 16 luglio 2023, ore 14:00 Semifinale | Vienna Knights | 27 – 21 (d.t.s.) (7-7 0-0 7-7 7-7 6-0) referto | Cineplexx Blue Devils | Redstarplatz |

## Statistiche di squadra
| Competizione      | %Vittorie | In casa | In casa | In casa | In casa | In casa | In casa | In trasferta | In trasferta | In trasferta | In trasferta | In trasferta | In trasferta | Totale | Totale | Totale | Totale | Totale | Totale |
| Competizione      | %Vittorie | G       | V       | N       | P       | Pf      | Ps      | G            | V            | N            | P            | Pf           | Ps           | G      | V      | N      | P      | Pf     | Ps     |
| ----------------- | --------- | ------- | ------- | ------- | ------- | ------- | ------- | ------------ | ------------ | ------------ | ------------ | ------------ | ------------ | ------ | ------ | ------ | ------ | ------ | ------ |
| Stagione regolare | .750      | 4       | 3       | 0       | 1       | 128     | 90      | 4            | 3            | 0            | 1            | 119          | 50           | 8      | 6      | 0      | 2      | 247    | 140    |
| Playoff           | .000      | 0       | 0       | 0       | 0       | 0       | 0       | 1            | 0            | 0            | 1            | 21           | 27           | 1      | 0      | 0      | 1      | 21     | 27     |
| Totale            | .667      | 4       | 3       | 0       | 1       | 128     | 90      | 5            | 3            | 0            | 2            | 140          | 77           | 9      | 6      | 0      | 3      | 268    | 167    |